# Charles Coryell

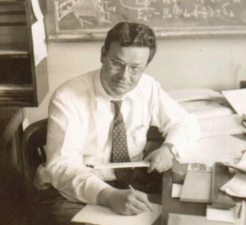
Charles D. Coryell

Charles DuBois Coryell (* 21. Februar 1912; † 7. Januar 1971) war ein US-amerikanischer Chemiker und Mitentdecker des Elements Promethium.

## Leben und Werk
Coryell arbeitete während des Zweiten Weltkriegs in den Clinton Laboratorien, jetzt Oak Ridge National Laboratory an der Untersuchung von Elementen aus der Kernspaltung. Er und seine beiden Kollegen Jacob A. Marinsky und Lawrence E. Glendenin konnten das bis dahin unbekannte Seltene Erdmetall Promethium isolieren und es ferner über den Beschuss von Neodym mit Neutronen herstellen. Die Trennung von den anderen entstehenden Elementen erfolgte über Ionenaustauschchromatographie.
Coryell wurde am California Institute of Technology 1935 mit einer Arbeit über Vanadium bei Arthur A. Noyes promoviert. In den späten 1930er-Jahren arbeitete er zusammen mit Linus Pauling an der Strukturaufklärung des Hämoglobins. Er hielt auch Vorlesungen an der University of California, Los Angeles, bevor er 1942 eine Position im Manhattan Project erhielt. Er war im Projekt für die Untersuchung der Uran-Spaltprodukte und die Abtrennung des entstehenden Plutoniums zuständig. Er arbeitete sowohl an der University of Chicago (1942–1946) als auch in den Clinton Laboratories (jetzt Oak Ridge National Laboratory) in Oak Ridge (Tennessee) (1943–1946).
Im Jahr 1945 gelang Coryell, Marinsky und Glendenin die Entdeckung des bis dahin noch nicht bekannten Metalls der Seltenen Erden mit der Ordnungszahl 61.
Marinsky und Glendenin konnten Promethium sowohl aus Spaltprodukten als auch durch Beschuss von Neodym mit Neutronen darstellen, die Abtrennung von den anderen Elementen erfolgte über Ionenaustauschchromatographie. Aus Geheimhaltungsgründen wurden die Forschungsergebnisse erst im September 1947 auf einem Treffen der American Chemical Society präsentiert. Der Name Promethium geht auf einen Vorschlag von Coryells Frau zurück. Prometheus ist ein Held aus der griechischen Sagenwelt, er stahl das Feuer der Götter und brachte es den Menschen.
Coryell gehörte 1945 zu den 154 Unterzeichnern der Szilárd-Petition. In dieser Petition wurde Harry S. Truman aufgefordert, die Atombombe nur als Demonstration in einer unbewohnten Gegend einzusetzen, um Japan die Möglichkeit einer Kapitulation zu geben.
Nach dem Zweiten Weltkrieg arbeitete er am Massachusetts Institute of Technology am Institut für anorganische und Radiochemie. Am MIT arbeitete er bis zu seinem Tod im Jahre 1971 er an der Theorie der Kernspaltung und an der des Betazerfalls. 1953 wurde er Fellow der American Physical Society.

## Mitgliedschaft
1948 wurde Coryell in die American Academy of Arts and Sciences gewählt.